# Keith Johnstone
Keith Johnstone (Devon, 21 de febrero de 1933-Calgary, 11 de marzo de 2023)fue un pionero canadiense y británico de la improvisación teatral, conocido por sus trabajos sobre la disciplina y por sus espectáculos improvisados, como Theatresports. También fue docente, dramaturgo, actor y director.

## Biografía
Nacido en Devon, Reino Unido, Keith Johnstone creció odiando la escuela, sintiendo que restringía su imaginación y lo hacía tímido. Después de enseñar en una escuela en el distrito de clase trabajadora de Battersea en Londres a principios de la década de 1950, Johnstone recibió el encargo de escribir una obra de teatro del Royal Court Theatre de Londres en 1956.  Allí se fue  lector, director y profesor de teatro. Eligió hacer lo contrario de todo lo que le habían enseñado sus profesores, para formar actores más espontáneos. En la década de 1970, Johnstone se mudó a Calgary, en la provincia de Alberta, Canadá, para enseñar en la Universidad de Calgary . Es mencionado en el libro Blink: El poder de pensar sin pensar de Malcolm Gladwell.

## Obras
Keith Johnstone cofundó la compañía de teatro Loose Moose Theatre e inventó un método de formación que ha tenido una influencia internacional, más allá de la práctica teatral tradicional, durante más de 50 años. Su método incluye espectáculos como Gorilla Theatre, Micetro o Maestro, y Life Game. Esta última se representó en el Royal National Theatre de Londres gracias a la compañía Improbable Theatre y en la televisión estadounidense.
Escribió dos libros sobre su método: en 1979 Impro: Improvisación y Teatro y en 1999 Impro para contadores de historias. Es conocido por sus aforismos que resumen su filosofía de la improvisación, como :
- «No se puede aprender nada sin fracasar».
- «Por favor, no hagas lo mejor que puedas. Tratar de hacer lo mejor que puedas es intentar ser mejor de lo que eres»».
- «Sube al escenario para entablar relaciones. Al menos no estarás solo».
- «Lo importante no es la propuesta sino lo que haces con ella».